# Kabaret Mimika
Kabaret Mimika to polski kabaret pochodzący z Lublina.
Kabaret wystąpił na 44. Krajowym Festiwalu Piosenki Polskiej w Opolu w 2007 roku. Dotarł także do półfinału trzeciej edycji programu Mam talent!.

## Skład
- Sławomir Furtak
- Grzegorz Mucha

## Nagrody i wyróżnienia
2011
- I Nagroda Małe Koryto XVI Rybnicka Jesień Kabaretowa Mały Ryjek, Rybnik

2010
- Półfinał programu Mam Talent!

2009
- I Nagroda X Festiwal Dobrego Humoru, Gdańsk
- I Nagroda VII Ogólnopolski Przegląd Satyryków i Łgarzy, Międzyrzec Podlaski

2008
- Nagroda Publiczności – V Zielony Salon Młodych kabaretów, Warszawa

2007
- Nagroda Publiczności GRUCHA oraz III Nagroda na ZAK-u (Zimowej Akcji Kabaretowej), Skierniewice
- Nagroda Publiczności oraz Srebrne Kopytko na festiwalu Kopytko w Toruniu
- Nagroda Specjalna Jury oraz Nagroda przechodnia (Walizka Kabaretu Potem) za najlepszy rekwizyt na 23 Przeglądzie Kabaretów PaKA w Krakowie
- I nagroda na V Ogólnopolskim Przeglądzie Satyryków i Łgarzy w Międzyrzecu Podlaskim
- Grand Prix i Statuetka Ślimaka na VII Siedleckiej Nocy Kabaretowej, Siedlce
- II nagroda na VIII Festiwalu Dobrego Humoru, Gdańsk

2005
- I nagroda – V Siedlecka Noc Kabaretowa, Siedlce

2004
- Wygrana w Debiutach oraz Wyróżnienie w konkursie Grand Prix – X Mazurskie Lato Kabaretowe Mulatka, Ełk
- II nagroda – Trybunały kabaretowe, Piotrków Trybunalski
- II Nagroda w kategorii Kabaret oraz Nagroda Publiczności w kategorii Teatr – VII Ogólnopolski Festiwal Teatrów i Kabaretów Studenckich "Wyjście z cienia", Gdańsk